# 成化帝
成化帝（せいかてい）は、明の第9代皇帝。諱は見深（けんしん）。廟号は憲宗（けんそう）。日本では治世の元号から一般的に成化帝と称される。

## 生涯

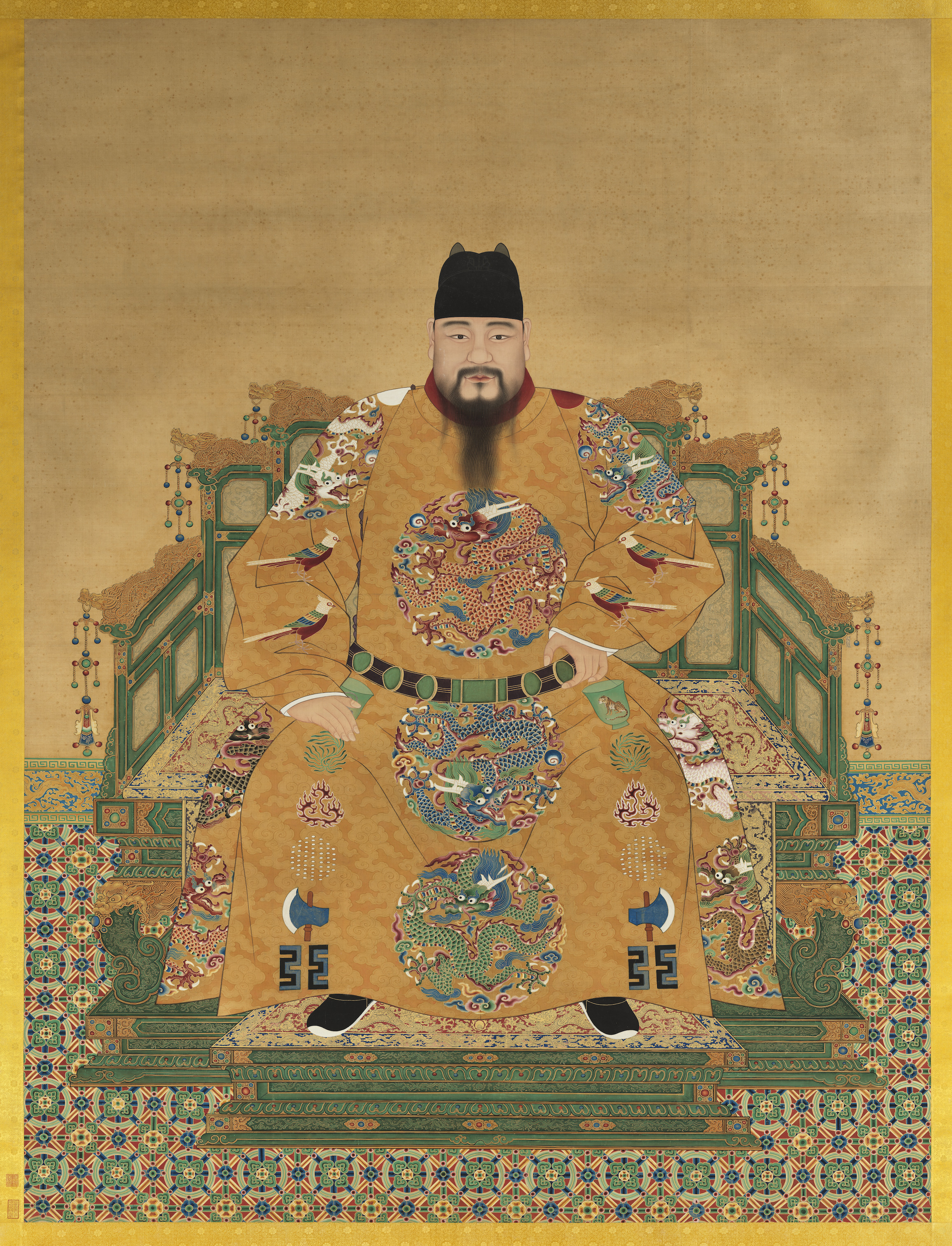
明憲宗朝服像

第6代皇帝の英宗正統帝の長男として生まれる。正統14年（1449年）に土木の変により父帝が捕虜となり叔父の景泰帝が即位すると、一時皇太子に立てられるが間もなく廃されて沂王に封じられた。
景泰8年（1457年）の奪門の変の結果、正統帝が天順帝として重祚すると再び立太子された。天順8年（1464年）に父帝が死去すると、跡を継いで即位する。即位後の成化帝は奪門の変で処罰された于謙の名誉回復を行ない、景泰帝の帝号を復活させ、また民情を考慮して政務に励み、琉球・哈密（クムル）・暹羅（アユタヤ）・土魯番（トルファン）・撒馬児罕（サマルカンド）などからの入貢も見ている。
しかし末年になると方術に傾倒し道士を重用、道士を礼部侍郎（文部次官）に任命し、多くの道士を伝奉官として近侍させるなどの人事を行い、また、自身の乳母で19歳年上の宮女である万貴妃を寵愛したことで朝政は混乱、これに反対する者を監視すべく汪直ら宦官による諜報機関である西廠を発足させ、臣下の監視を強化させるなどを行っている。
当時後宮では寵姫の万貴妃が専横をふるい、万貴妃の産んだ男子が生後間もなく夭折すると、成化帝と他の妃女との間に懐妊があると万貴妃により堕胎させられていた。その結果、壮年となっても後継の嫡子が存在しない成化帝であったが、後に側近の宦官により万貴妃の手を逃れて密かに育てられた皇子の朱祐樘がいることを知らされる。これが後の弘治帝である。その事実を知った万貴妃は朱祐樘の毒殺を計画するが、朱祐樘は難を逃れ、毒殺に失敗した万貴妃は1487年に憤死した。その死に悲嘆にくれた成化帝も同年に死去した。享年41。

## 宗室
明末清初の頃、明の近支の皇族は清軍や李自成らに殺害された。したがって、現在に成化帝の血を引くことが明らかになっているのは、十二男栄荘王朱祐枢ただ一支である。成化帝の後継皇帝たちの子孫は現在に伝わっていない。
- 正室：廃后呉氏
- 継室：孝貞純皇后王氏
- 側室：淑妃紀氏（孝穆皇后）
  - 三男：弘治帝 朱祐樘 - 10代皇帝
- 側室：貴妃邵氏（孝恵皇后）
  - 四男：興献王 朱祐杬 - 12代皇帝嘉靖帝の実父
  - 五男：岐恵王 朱祐棆
  - 八男：雍靖王 朱祐枟
- 側室：皇貴妃万氏
  - 長男 - 夭折
- 側室：賢妃柏氏
  - 次男：悼恭太子 朱祐極 - 早世
- 側室：徳妃張氏
  - 六男：益端王 朱祐檳
  - 七男：衡恭王 朱祐楎
- 側室：安妃姚氏
  - 九男：寿定王 朱祐榰
- 側室：敬妃王氏
  - 十男 - 夭折
- 側室：恭妃楊氏
  - 十一男：涇簡王 朱祐橓
  - 十三男：申懿王 朱祐楷
- 側室：端妃潘氏
  - 十二男：栄荘王 朱祐枢
- 側室：順妃王氏
  - 長女：仁和公主 - 斉世美に降嫁した。
- 側室：恵妃郭氏
  - 次女：永康公主 - 崔元に降嫁した。
- 側室：麗妃章氏
  - 三女：徳清公主 - 林岳に降嫁した。
- 側室：静妃岳氏
  - 六女：仙游公主 - 早世
- 側室：昭妃王氏
- 側室：栄妃唐氏
- 側室：和妃梁氏
- 側室：宮人戴氏
- 生母不詳の子女
  - 四女 - 夭折
  - 五女：長泰公主 - 早世

## 登場作品
テレビドラマ
- 『王の後宮』（2013年、中国、演：ジャン・イー）
- 『女医明妃伝〜雪の日の誓い〜』（2016年、中国、演：呉磊）
- 『成化十四年〜都に咲く秘密〜』（2020年、中国、演：蔡珩（中国語版））